# 1601
سنة 1601 ميلادي كانت سنة بسيطة تبدأ يوم الإثنين (الرابط يظهر نموذج التقويم الكامل للسنة) من التقويم اليولياني.

## أحداث
- تأسيس مدينة بلوفيلدز، نيكاراغوا وتقع حاليا في نيكاراغوا.
- حصار ناجيكانيزسا في الفترة ما بين 9 سبتمبر و18 نوفمبر.

## مواليد
- بيير دي فيرمات

## وفيات
- تيخو براهي